# Apistogramma viejita
Apistogramma viejita är en fiskart som beskrevs av Kullander, 1979. Apistogramma viejita ingår i släktet Apistogramma och familjen Cichlidae. Inga underarter finns listade i Catalogue of Life.